# Клоке, Гислен
Гислен Клоке (фр. Ghislain Cloquet, 18 апреля 1924, Антверпен — 2 ноября 1981, Монтенвиль, Ивелин) — французский кинооператор бельгийского происхождения, лауреат премии «Оскар».

## Биография

### Ранние годы
Пьер Гислен Клоке родился 18 апреля 1924 года в городе Антверпен (Бельгия) в семье Поля Эдуара Клоке (фр. Paul Edouard Cloquet, 1897—1960) и Мари-Анн Лафолли (фр. Marie-Anne Lafollye, 1892—1976), в которой, кроме него, было ещё двое детей: дочь Эдме Гислен Клоке (фр. Edmée Ghislaine Cloquet) и сын Франсуа Гислен Клоке (фр. François Ghislain Cloquet).
Гислен Клоке уезжает учиться в Париж, так как в пятидесятые годы в его родной стране не существовало никакого кинопроизводства, и становится французским гражданином в 1940 году. Он начинает учёбу в Высшей национальной школе Луи Люмьера (ENS Louis-Lumière) в 1943 году, которую заканчивает в 1946 году после перерыва в связи с участием во Второй мировой войне. В 1946 году он продолжает образование в Институте высшего кинообразования (Institut des Hautes Etudes Cinématographiques — IDHEC), теперь Ля Феми, который заканчивает в 1947 году.

### Карьера в кино
Карьеру в кино Гислен Клоке начинает в 1947 году, проходя путь от 2-го ассистента оператора до главного кинооператора, под руководством таких великих кинематографистов, как Луи Паж (фр. Louis Page), Кристиан Матра и Эдмон Сешан (фр. Edmond Séchan). Богатый опыт работы в короткометражных и документальных фильмов позволяет ему дать приоритет легкой аппаратуре и в дальнейшем, благодаря своему мастерскому использованию камеры, установить идеальную совместимость между высвобождением техники и точностью кадров. Он стремится достичь совершенной гармонии между режиссёрской концепцией фильма и его собственной визуальной передачей. Результаты этих исполненных амбиций заметны в ходе его сотрудничества с Аленом Рене в довольно прихотливых документальных фильмах: Les statues meurent aussi («Статуи также умирают»), «Ночь и туман», Toute la mémoire du monde (Вся память мира). То же самое касается Криса Маркера, в котором Клоке восхищало умение широко использовать потенциал кинематографиста, особенно во время их сотрудничества в знаменитом документальном фильме Description d’un combat («Описание боя»). В 1957 году Гислен Клоке руководит съёмкой Amour de poche («Карманная любовь») Пьера Каста (фр. Pierre Kast), фильма, привлёкшего внимание Жака Беккера, который ангажирует его для работы в своей последней картине «Дыра». На протяжении всего психологического исследования Луи Малем самоубийственного эго молодого буржуа, в фильме «Блуждающий огонёк», Клоке прекрасно соответствует режиссёрскому стилю и символизирует обычные места: гостиничные номера, такси или парижские кафе. Его партнёрство с режиссерами Новой волны включает также фильмы Аньес Варда и Жака Деми. Деми, атипичный творец своего времени, запрашивает у Клоке цветную съёмку, очень близкую к сказочности: Les demoiselles de Rochefort («Девушки из Рошфора») и Peau d'âne («Ослиная шкура»), сделанная несколькими годами позже, все ещё очаровывают зрителей по всему миру. В течение того же десятилетия работа Клоке также помогает материализовать некоторые из наиболее актуальных метафизических фильмов XX века. Во время съёмок «Наудачу, Бальтазар» и «Мушетт» он старается удовлетворить требовательную постановку Робера Брессона: режиссёр хотел, чтобы он снимал каждый кадр как чувственную, плотную сущность, внутри которой оттенки дневного света, капли дождя, падающего над пейзажем, или таинственные взгляды Бальтазара, священного осла, должны быть частью духовного визуального события. Клоке работает как оператор и как главный кинооператор в большинстве фильмов Андре Дельво, мастера «магического реализма» на экране: L’Homme au crâne rasé («Человек с бритой головой»), Un soir, un train («Вечер, поезд»), Rendez-vous à Bray («Свидание в Бре»), Belle («Красавица») и получает всемирное признание за свою операторскую работу. Чёрно-белая съёмка, используемая для L’Homme au crâne rasé, создает поразительную двусмысленность между мечтой и реальностью, в то время как изображения, снятые в цвете для трёх других фильмов, являются преднамеренным напоминанием о фламандских и французских мастерах.
Имя Клоке также связано с менее искушёнными режиссёрами, такими как Клод Берри, Жан Беккер и Нина Компанеец. После просмотра премьерного фильма последней, Faustine et le bel été («Фостин и прекрасное лето»), Вуди Аллен решает пригласить бельгийского кинооператора для «Любви и смерти», попросив его найти воодушевляющие русские места вокруг Парижа и сохранить постоянный баланс между поэтическими и пародийными элементами многослойного визуального действа. Ранее Клоке работает с другим режиссером из США, Артуром Пенном, для Mickey One («Микки Один»), а последним его фильмом становится ещё один успешный фильм этого режиссёра, Four Friends («Четыре друга»). В 1979 году Клоке блестяще выполняет задачу замены известного британского кинооператора Джеффри Ансуорта, скончавшегося от инфаркта на 3-й неделе съёмок фильма «Тэсс» Полански и незадолго до своей безвременной кончины разделяет с ним многочисленные награды за эту выдающуюся операторскую работу.

### Другая деятельность
Щедрый характер и желание передать опыт молодым специалистам, расширяя их художественные возможности, приводят Гислена Клоке к преподавательской работе: с 1954 по 1962 годы он преподаёт в IDHEC. Он содействует созданию Высшего Национального института исполнительских искусств (фр. Institut National Supérieur des Arts du Spectacle — INSAS) в Брюсселе и ведёт там ежегодный 2-месячный курс с 1962 по 1974 годы. С 1974 года занимает должность директора учебной части IDHEC.
Гислен Клоке также был членом Французской ассоциации кинооператоров (фр. Association Française des Directeurs de la Photographie — AFC) и Американского общества кинооператоров (ASC).

### Личная жизнь
Гислен Клоке был трижды женат. Он состоял в браке с Соней Мари Матосьян (фр. Sonia Marie Matossian, 1931 —), Софи Беккер (фр. Sophie Becker, 1932 —), дочерью кинорежиссёра Жака Беккера, и с Мари-Луизой Ансельм (фр. Marie-Louise Amselme), с которой он имел 3-х детей: Жерома, Еву-Мари и Артура (1954 г.р.), избравшего профессию отца.

## Избранная фильмография
- 1953: Статуи тоже умирают (Крис Маркер и Ален Рене)
- 1955: Ночь и туман (вместе с Саша Верни; реж. Ален Рене)
- 1956: Вся память мира (Ален Рене)
- 1960: Взвесь весь риск (Клод Соте)
- 1960: Дыра (Жак Беккер)
- 1961: Месть Марсельца (Жан Беккер)
- 1962: Цыплёнок (Клод Берри)
- 1963: Блуждающий огонёк (Луи Малль)
- 1966: Наудачу, Бальтазар (Робер Брессон)
- 1967: Мушетт (Робер Брессон)
- 1967: Девушки из Рошфора (Жак Деми)
- 1968: Вечер, поезд (Андре Дельво)
- 1969: Мазлтов, или Брак (Клод Берри)
- 1969: Кроткая (Робер Брессон)
- 1970: Ослиная шкура (Жак Деми)
- 1971: Встреча в Брэ (Андре Дельво)
- 1972: Натали Гранже (Маргерит Дюрас)
- 1973: Красавица (Андре Дельво)
- 1975: Любовь и смерть (Вуди Аллен)
- 1979: Тэсс (Роман Поланский, премия Оскар за лучшую операторскую работу, премия BAFTA, премия Сезар, премии Союза кинокритиков Нью-Йорка и Ассоциации кинокритиков Лос-Анджелеса, номинация на премию Общества британских кинооператоров)
- 1980: Дорогая незнакомка (Моше Мизрахи)
- 1981: Четверо друзей (Артур Пенн)

### Публикации Гислена Клоке
- Cinéma (Париж), январь 1965
- Revue du Cinéma (Морж, Швейцария), октябрь/декабрь 1969
- Le Technicien du Film (Париж), апрель/май 1974
- Le Technicien du Film (Париж), май/июнь 1974
- Film Reader (Эванстон, Иллинойс), январь 1977
- Ecran (Париж), 15 Сентября 1979
- American Cinematographer (Голливуд), май 1981

### Публикации о Гислене Клоке
- Focus on Film (Лондон), no. 13, 1973
- Film Dope, апрель 1975
- Cinéma Français (Париж), май 1980
- Pour le Cinéma Belge (Брюссель), май/июнь 1980
- Russell, Sharon A., Semiotics and Lighting, Ann Arbor, Мичиган, 1981
- Filme (Берлин), ноябрь/декабрь 1981
- Sainderich, G.-P., Cahiers du Cinéma (Париж), декабрь 1981
- Obituary in Films and Filming, январь 1982
- Film Dope (Ноттингем), декабрь 1983